# Museo dell'affresco
Il Museo dell'affresco posizionato nella sala delle Capriate del palazzo della Ragione di Bergamo, raccoglie affreschi e parte di essi che decoravano la città rinascimentale e che a causa del deterioramento dovuto al tempo e agli eventi atmosferici, rischiavano di essere  perduti per sempre. La sala con i suoi grandi spazi è luogo d'esposizione per mostre d'arte.

## Storia

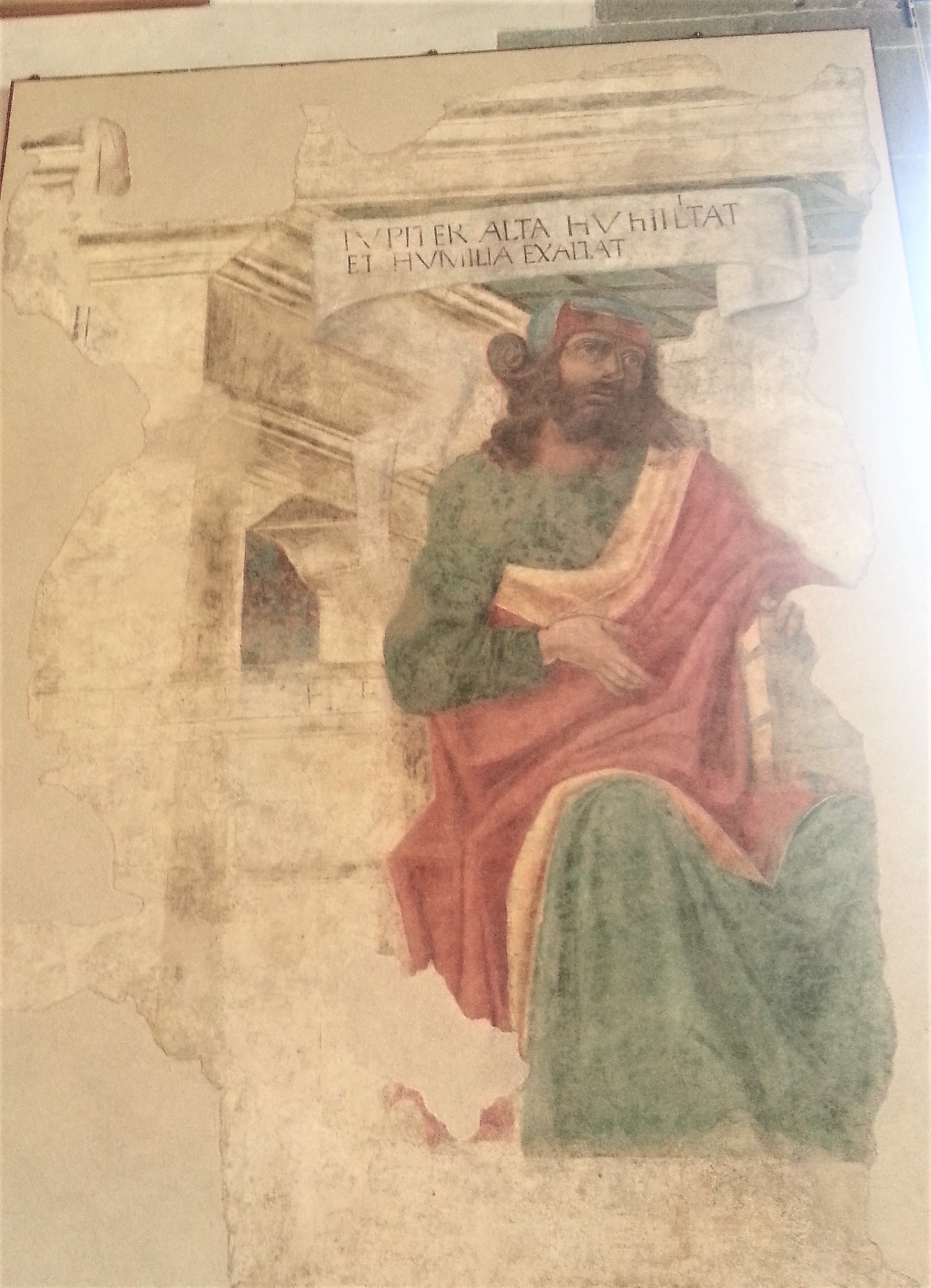
Affresco del Bramante raffigurante il filosofo Chilone

La città di Bergamo presentava molti affreschi murali che coprivano palazzi privati e pubblici, rendendo la città orobica, una vera urbs picta. Grazie ai testi degli storici locali come di Francesco Tassi, Francesco Bartoli, fra Celestino Colleoni è possibile immaginare come variopinta si presentasse la città rinascimentale. Particolarmente colorata piazza Vecchia con il palazzo della Ragione e quello del Podestà.
Il tempo e gli eventi atmosferici avevano nel tempo sbiadito molte di queste opere, fu proprio per questo che Sandro Angelini con il figlio Piervaleriano e il direttore dell'Accademia Carrara Francesco Rossi, decisero di aprire negli anni '80 del XX secolo, un museo che potesse ospitare affreschi o parte di essi recuperati con la tecnica dello strappo per poterli preservare e presentare all'attenzione dei visitatori. Il museo è collegato con l'Accademia Carrara, anche con alcune mostre e non rientra nel circuito dei musei civili di Bergamo, vuole presentare quel mondo pittorico presente prima della predominanza della pittura mobile delle tele, dei polittici delle tante pale d'altare.
La sala delle Capriate, è posta al piano superiore del palazzo della Ragione edificato nel XII secolo e riedificato nel XVI su progetto di Pietro Isabello dopo l'incendio del 1513, sala che originariamente era divisa in due parti e di minor misura. I locali furono il centro civile e politico della città, con la sede del comune. Quando l'attività amministrativa fu delocalizzata nella parte bassa della città questi spazi furono adibiti ad attività differenti.
La sala di grandi dimensioni, misura 26 x 24 metri, presenta ampie finestre a trifora architravata che rendono luminoso l'ambiente. Dalla parete a sud che si affaccia sulla piazza Vecchia, si accede al balconcino. Il soffitto è composto da sette capriate lignee che reggono gli spioventi del tetto, scaricandone il peso lungo le pareti, le quali lo rilasciano dal porticato a terra, da qui il nome al salone. 
Nel 2010 è stato realizzato un nuovo impianto d'illuminazione dalla particolare forma di esagoni assemblati che ricordano le vetrate e le arnie delle api, che ha permesso di meglio illuminare i dipinti appesi alle pareti.
La sala delle Capriate con i suoi spazi è anche sede di esposizioni temporanee come quella di Pietro Bussolo, del Bramante.

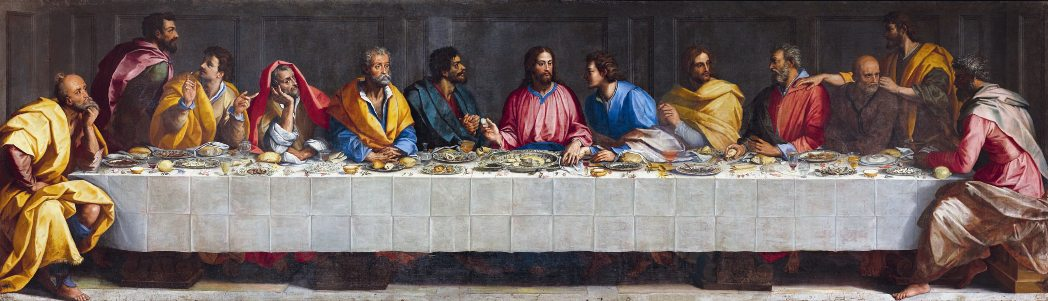
Alessandro Allori, Ultima Cena

## Opere
La sala delle Capriate con la Sala de Giuristi, conserva ed espone un centinaio di affreschi recuperati dalla città e dalla provincia bergamasca, e che coprono un arco temporale di tre secoli dal XIV al XV secolo.
Le opere sono esposte con il criterio di appartenenze. Seguendo il percorso in senso antiorario, vi sono esposti i lacerti del monastero di santa Marta, alcuni rinvenuti nel 1915 quando l'edificio della chiesa fu demolito.
Sono esposti strappi della chiesa di Sant'Antonio in foris di Borgo Palazzo, anche questa sconsacrata nel XIX secolo e convertita in locali per attività commerciali. Questi sono da considerarsi tra i più antichi eseguiti nella bergamasca concomitanti con quelli trecenteschi presenti nella chiesa di San Giorgio in Lemine di Almenno San Salvatore, del Museo del tesoro di Santa Maria Maggiore di Bergamo e della chiesa di San Michele al Pozzo Bianco.
Seguono alcuni affreschi della chiesa di santa Maria Maddalena in città bassa che raccontano la Legenda Aurea di Jacopo da Varazze.
Segue una porzione di parete proveniente dalla chiesa di Santa Maria Immacolata delle Grazie, da quella di Sant'Agostino e di Sant'Agata. Alcuni affreschi che seguono provengono dal convento di san Francesco.

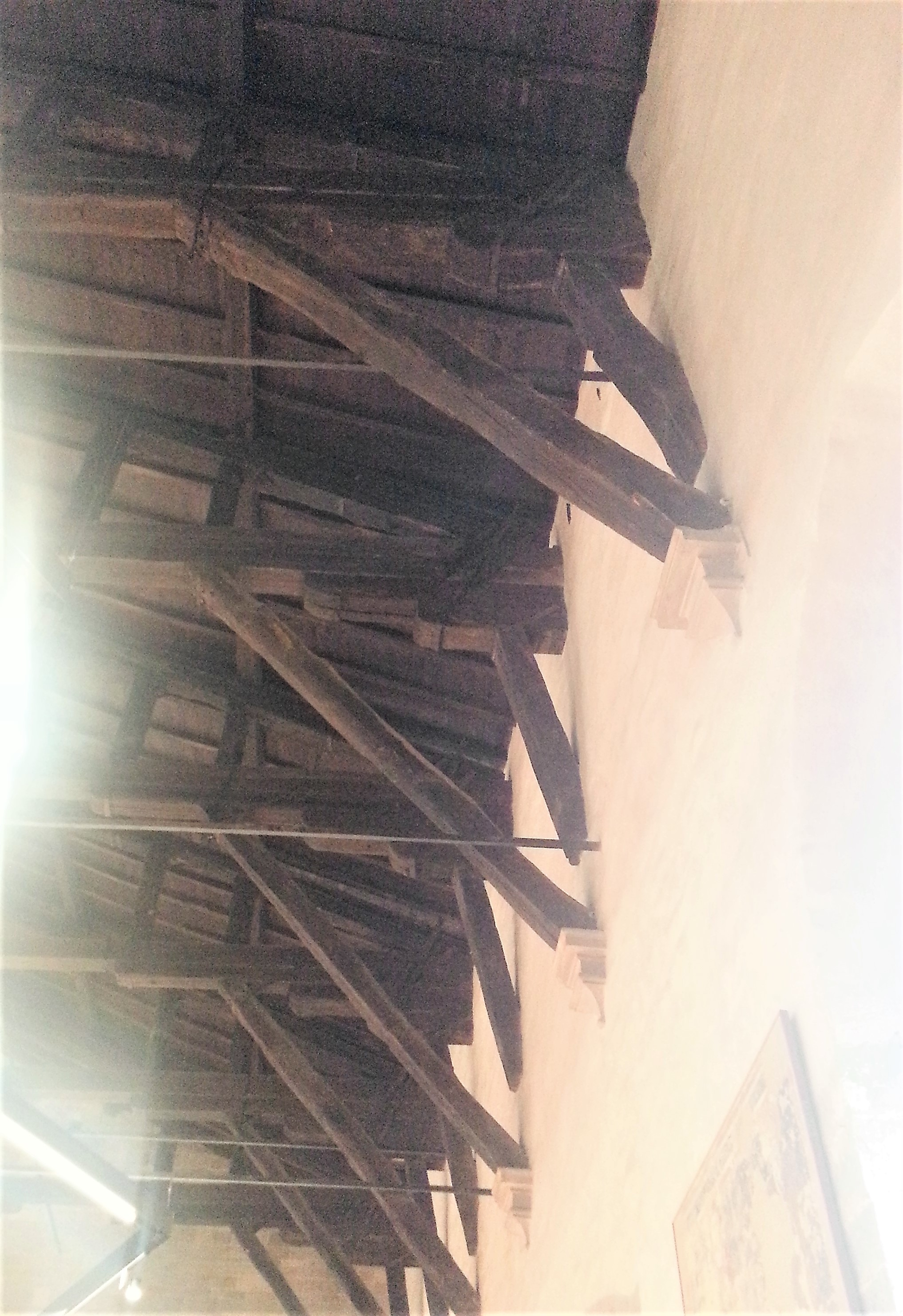
Sala delle capriate-soffitto-particolare

Centrale vi era originariamente l'Ultima Cena, opera di Alessandro Allori del 1582 per il Monastero di Astino, che è stata riesposta nella sua originale collocazione nel monastero benedettino.
Seguono gli affreschi del Bramante che adornavano il palazzo del Podestà e la piazza nova. La facciata era infatti, adornata da ben sei strati affrescati nel biennio 1476-77, e che erano stati coperti nel secolo successivo da Giovanni Cariani. Questi affreschi rappresentavano sette sapienti vestiti con abiti dell'antica Grecia con cartigli che riportavano brani delle opere di Seneca. Sono questi la parte più importante dell'intera collezione.
Altri affreschi hanno una provenienza privata e raffigurano scene di angeli Madonne e santi, uno di particolare interesse raffigura la Madonna e Bimbo strappato dall'absidiola nord-est della basilica di santa Maria Maggiore lavoro di Pecino da Nova, di cui è documentato un pagamento nel 1383.